# 남영로
남영로(南永魯, ? ~ ?)는 조선 후기의 문인이다. 남구만(南九萬)의 5대손. 작품에 <옥련몽>이 있다. 그의 작품 <옥련몽>은 조선 숙종 때 지은 구소설로서 문장은 한문이며, 줄거리는 <옥루몽>과 같다.